# エッジ・コネクタ

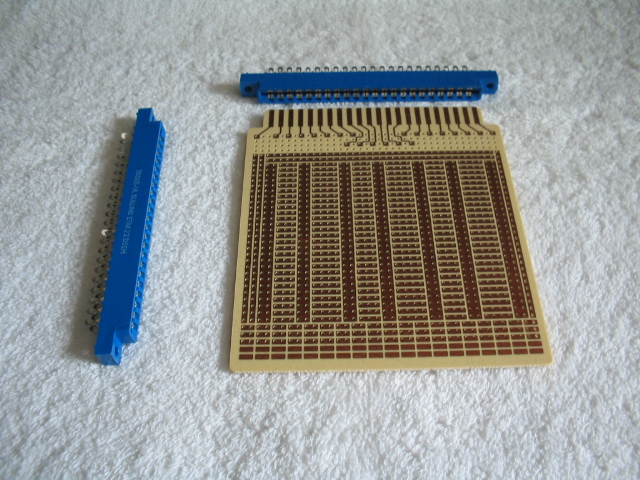
44ピンのエッジ・コネクタ・ソケット（青）と、適合する基板。このエッジ・コネクタは長さが 9cm（3.4インチ）で、両側に22個ずつの接点がある。

エッジ・コネクタ (edge connector) とは、エッジ・コネクタ・ソケット へ挿し込む接点を備えたプリント基板の端部である。
（訳注：日本語では カード・エッジ（コネクタ）と呼ばれることが多い）
単に「スロット」とも呼ばれる エッジ・コネクタ・ソケット (edge connector socket) は、それに適合するエッジ・コネクタ付きのプリント基板と組で使われるメスのコネクタである。
片面が開いたプラスチックの「箱」で、長辺の片側あるいは両側にピンが並んでいて、中央にばねで押し付ける仕組みになっている。
メスのコネクタが一つあればいいだけなのでコストは低く、またある程度の丈夫さもある。
代表的な実装例として、パーソナルコンピュータの拡張カードをはじめ、ゲーム機のROMカートリッジや、Atari JaguarのAV出力端子がある。